# Rubens Lara
Antonio Rubens Costa de Lara (São Paulo, 21 de junho de 1943 – Santos, 12 de março de 2008), mais conhecido por Rubens Lara, foi um advogado, professor universitário e um político brasileiro.

## Origem e formação
Rubens Lara é filho de Rubens Mendes de Lara e Zenith Costa de Lara. Apesar de ter nascido na Capital - São Paulo, considerava um santista, pois desenvolveu sua carreira profissional e política neste município.
Ainda criança, sua família transferiu-se para a cidade de Santos, onde cursou o primário no Colégio Santista e ginásio no Colégio Montserrat. Em 1968 formou-se em Ciências Jurídicas e Sociais pela então Faculdade Católica de Direito de Santos, hoje Universidade Católica de Santos. Era mestre pela Universidade Metropolitana de Santos, onde também foi professor da cadeira de Ciência Política e Direito Internacional. Realizou diversos cursos de extensão no Brasil e em universidades norte-americanas. 

## Vida pública
Rubens Lara teve um engajamento precoce na política. Aos 23 anos foi indicado para fazer parte do primeiro diretório municipal do MDB (Movimento Democrático Brasileiro), único partido de oposição consentido pela ditadura militar. Foi levado pelas mãos de outro político santista, Mário Covas, então deputado federal.
Foi eleito pelo MDB para a Câmara de Vereadores de Santos, onde atuou por três legislaturas, totalizando dez anos (1969-73, 1973-77 e 1977-79).
Em 15 de novembro de 1978, candidatou-se a uma cadeira de deputado estadual à Assembleia Legislativa do Estado de São Paulo, também pelo MDB, sendo eleito com 34.591 votos.
Foi reeleito deputado estadual no pleito de 15 de novembro de 1982, pelo PMDB, com 59.255 votos.
Concorrendo novamente, foi reeleito deputado estadual pelo PMDB, em 15 de novembro de 1986, com 50.717 votos. Foi o autor da Lei Estadual 5.649/1987, que criou a Estação Ecológica Juréia-Itatins, garantindo a preservação dessa área no litoral sul de São Paulo, local em que estava prevista a construção de uma usina nuclear. 
Nessa legislatura, no ano de 1989, participou ativamente dos trabalhos da Constituinte Estadual, como membro da Comissão de Sistematização. Integrou diversas comissões permanentes, notadamente a de Constituição e Justiça e de Finanças e Orçamento, durante as legislaturas em que exerceu seu mandato parlamentar, e também fez parte de comissões de representação da Alesp, que acompanhou, no Congresso Nacional, a votação da emenda Dante de Oliveira, das eleições diretas, e a lei que restabeleceu a autonomia política para a cidade de Santos.
Quando a cidade reconquistou sua autonomia política (as eleições para a prefeitura foram suspensas em 1969 com base no Ato Institucional nº 5), candidatou-se pelo PMDB à prefeitura de Santos, em 1984, mas com 54.049 votos (24,3 % dos votos válidos) perdeu a disputa para Osvaldo Justo, que também era do PMDB e obteve 78.413 votos (35,25% dos votos válidos), numa eleição com sub-legendas, em que cada partido podia apresentar três candidatos.
Em 1988, Lara fez parte da bancada de deputados estaduais que fundaram o PSDB. Foi membro da Executiva Estadual do partido na gestão 2006/2007.
Nas eleições de 3 de outubro de 1990, concorreu a uma cadeira de deputado federal, obtendo uma suplência. Em 16 de janeiro de 1995, assumiu a cadeira de deputado federal pelo PSDB. 
No governo Fernando Henrique Cardoso, foi nomeado, em 1999, superintendente do Instituto Brasileiro do Meio Ambiente e dos Recursos Naturais Renováveis (Ibama) em São Paulo. 
Entre 2000 e 2002, foi presidente do Conselho de Administração da Companhia de Tecnologia de Saneamento Ambiental (Cetesb). 
Na gestão Geraldo Alckmin, foi secretário-chefe da Casa Civil do governo, entre 2002 e 2003, quando foi nomeado diretor-presidente da Cetesb, exercendo o cargo até 2006. Com a posse do governador Cláudio Lembo, em 2006, ocupou novamente o cargo de secretário-chefe da Casa Civil. 
No governo José Serra foi nomeado diretor-executivo da Agência Metropolitana da Baixada Santista (Agem), cargo que ocupava desde junho de 2007.

## Morte
Na noite de 12 de março de 2008, aos 64 anos, Rubens Lara sentiu uma forte dor no peito e foi transportado para o Pronto-Socorro da Santa Casa da Misericórdia de Santos, mas veio a falecer antes de dar entrada no hospital. O corpo foi velado no salão nobre "Esmeraldo Tarquínio" da prefeitura de Santos e sepultado, no final da tarde do dia 13 de março, no Memorial Necrópole Ecumênica, naquela cidade. Na época, o prefeito de Santos, João Paulo Tavares Papa, decretou luto oficial de três dias pela morte de Rubens Lara. 
Casado por mais de 20 anos, Rubens Lara deixou a esposa Solange Maria Archer de Lara e dois filhos, Tatiana e Tércio, frutos desse casamento.